# Cololó
Cololó también conocida como Cololó-Tinosa es una localidad uruguaya del departamento de San José.

## Ubicación
La localidad se encuentra situada en la zona sureste del departamento de San José, sobre la cuchilla Mangrullo, junto a la ruta 1 a la altura de su km 56, 1.5 km al oeste del cruce de la anterior ruta con la ruta 45.

## Población
La localidad cuenta con una población de 149 habitantes, según el censo del año 2011.
| 171           | 186 | 149 |
| (Fuente: INE) |     |     |